# イェデ・ハンスン (ハンドボール選手)
イェデ・ハンスン（デンマーク語: Jette Hansen 1987年7月21日 - ）は、デンマークのハンドボール選手。
スィルゲボー＝ヴォールKFUMに所属した2014年から2015年のシーズンでは157ゴールで得点王となり、チーム・トヴィース・ホルステブローに所属した2015年から2016年のシーズンではEHFカップ・ウィナーズ・カップで優勝している。得点王となった2014年から2015年のシーズンには、オールスターにも選出された。
2016年より、スィルゲボー＝ヴォールKFUMに所属し、2018年に医師を目指すため引退した。
2015年にはハンドボールデンマーク女子代表に選出されている。